# 黄苞大戟
黄苞大戟（学名：Euphorbia sikkimensis）是大戟科大戟属的植物。分布在锡金、不丹以及中国大陆的广西、西藏、湖北、云南、贵州、四川等地，生长于海拔600米至4,500米的地区，多生在山坡、疏林下或灌丛，目前已由人工引种栽培。

## 别名
刮金板，粉背刮金板（云南种子植物名录），中尼大戟（西藏植物志）

## 异名
- Euphorbia pseudosikkimensis (Hurusawa et Ya. Tanaka) Chin